# 2016年富山県知事選挙
2016年富山県知事選挙（2016ねんとやまけんちじせんきょ）は2016年10月30日に投開票が行われた富山県知事を選出するための選挙。

## 概要
現職の石井隆一の任期満了に伴い執行。現職で4選を目指す石井と日本共産党が推薦する米谷寛治の一騎打ちとなった。

## 選挙日程
- 告示日 - 2016年10月6日
- 投開票日 - 2016年10月23日

### 同日選挙
- 富山県議会議員補欠選挙（中新川郡選挙区・高岡市選挙区）

## 立候補者
（届け出順）
| 氏名                         | 年齢 | 党派   | 現元新 | 職業・肩書                      |
| ---------------------------- | ---- | ------ | ------ | ------------------------------- |
| 石井隆一 （いしい たかかず） | 70   | 無所属 | 現     | 富山県知事（現職） 元消防庁長官 |
| 米谷寛治 （こめたに かんじ） | 66   | 無所属 | 新     | 市民団体代表 元富山県労連議長   |

### 立候補を取りやめた人物
- 高橋渡 - 日本共産党富山県委員会書記長
  - 立候補の意向を示していたが、2016年9月26日に健康上の理由により立候補を取りやめた[3]。
- 舛田忠治 - 元富山県職員
  - 立候補の意向を示していたが、2016年9月27日に立候補を取りやめた[4]。

## タイムライン
2016年
- 6月8日 - 現職の石井が県議会定例会で4選へ向け立候補を表明[5]。
- 9月26日 - 「明るい富山県政をみんなでつくる会」が立候補を取りやめた高橋に代わり米谷を擁立[3]。

## 選挙結果
投開票の結果、現職の石井が3選を果たした。投票率は前回を下回り過去最低となった。
※当日有権者数：900,972人 最終投票率：35.34%（前回比：-3.52pts）
| 候補者名 | 年齢 | 所属党派 | 新旧別 | 得票数    | 得票率 | 推薦・支持                                           |
| -------- | ---- | -------- | ------ | --------- | ------ | ---------------------------------------------------- |
| 石井隆一 | 70   | 無所属   | 現     | 266,673票 | 85.27% | 自由民主党富山県連・公明党富山県本部・民進党富山県連 |
| 米谷寛治 | 66   | 無所属   | 新     | 46,081票  | 14.73% | 日本共産党                                           |

| 市町村   | 石井隆一 | 石井隆一 | 米谷寛治 | 米谷寛治 |
| 市町村   | 得票     | %        | 得票     | %        |
| -------- | -------- | -------- | -------- | -------- |
| 合計     | 266,673  | 85.27%   | 46,081   | 14.73%   |
| 富山市   | 86,601   | 81.94%   | 19,087   | 18.06%   |
| 高岡市   | 40,684   | 84.66%   | 7,370    | 15.34%   |
| 魚津市   | 10,906   | 85.93%   | 1,786    | 14.07%   |
| 氷見市   | 14,055   | 89.06%   | 1,726    | 10.94%   |
| 滑川市   | 8,304    | 81.66%   | 1,865    | 18.34%   |
| 黒部市   | 10,985   | 86.36%   | 1,735    | 13.64%   |
| 砺波市   | 14,936   | 89.85%   | 1,687    | 10.15%   |
| 小矢部市 | 9,201    | 89.89%   | 1,035    | 10.11%   |
| 南砺市   | 21,355   | 90.55%   | 2,229    | 9.45%    |
| 射水市   | 23,194   | 86.58%   | 3,596    | 13.42%   |
| 舟橋村   | 927      | 89.65%   | 107      | 10.35%   |
| 上市町   | 5,839    | 86.12%   | 941      | 13.88%   |
| 立山町   | 6,311    | 85.35%   | 1,083    | 14.65%   |
| 入善町   | 8,318    | 87.74%   | 1,162    | 12.26%   |
| 朝日町   | 5,057    | 88.27%   | 672      | 11.73%   |

## 備考・出典
1. ↑  自由民主党富山県連・公明党富山県本部・民進党富山県連推薦
2. ↑  日本共産党推薦
3. 1 2  “富山県知事選擁立候補、米谷氏に交代　みんなの会”. 日本経済新聞. (2016年9月26日) 2022年9月22日閲覧。
4. ↑  “舛田氏が出馬取りやめ　富山県知事選”. 日本経済新聞. (2016年9月28日) 2022年9月22日閲覧。
5. ↑  “富山県知事選、石井氏が4選出馬の意向表明”. 日本経済新聞. (2016年6月8日) 2022年9月22日閲覧。
6. ↑  平成28年富山県知事選挙開票結果（富山県選挙管理委員会）